# Artisornis moreaui
El sastrecillo de Moreau (Artisornis moreaui) es una especie de ave paseriforme de la familia Cisticolidae endémica de las montañas de Tanzania.

## Distribución y hábitat
Se la encuentra en únimaciente en las montañas Usambara orientales, en el este de Tanzania. Su hábitat natural son los bosques montanos tropicales. Se encuentra amenazado por pérdida de hábitat.